# Vittaryd
Vittaryd ist ein Ort (tätort) in der schwedischen Provinz Kronobergs län und der historischen Provinz Småland. Der Ort gehört zur Gemeinde Ljungby und liegt etwa 15 km nördlich von Ljungby.

## Der Ort
Die ursprüngliche Bebauung in Vittaryd lag in der Nähe der Kirche. In diesem Bereich sind heute noch viele kulturhistorisch wertvolle Häuser erhalten. Ein Großteil der Bebauung besteht heute aus Einfamilienhäusern aus verschiedenen Zeitepochen in unterschiedlichen Stilen. Zusätzlich gibt es hier etwa 30 Mehrfamilien- und Reihen- bzw. Doppelhäuser. Außerdem stehen auch noch viele Grundstücke zur Verfügung.

## Wohnen und Arbeiten
In Vittaryd (församlingen) wohnen etwa 560 Personen, von denen 260 berufstätig sind. Der Berufsverkehr geht von und nach Vittaryd denn im Bereich von Vittaryd församlingen gibt es ca. 310 Arbeitsstellen in der Herstellung und Produktion von Waren.

## Wirtschaft
Die größten Arbeitgeber in Vittaryd sind:
- Tenneco Automotive Sverige AB: Ersatzteilhandel für PKW mit ca. 250 Angestellten
- Dörr & Portbolaget i Vittaryd AB: liefert hauptsächlich Haustüren auch für Niedrigenergiehäuser und Passivhäuser,

sowie verschiedene Tischlerei- und Baufirmen.

## Freizeit
Es gibt die unterschiedlichsten Vereine wie z. B. Kirchengemeinde, Sportverein, Bienenzüchterverein, Fotoclub und Hembygdsförening (eine Art Heimatverein). Im Ort findet man auch verschiedene Fußball- und Tennisplätze, eine Boule- und eine Trainingsbahn.
Öffentliche Treffpunkte sind das Gemeindehaus, das Haus des Heimatvereins sowie das Clubhaus des Sportvereins und das Klublokal des Flug- und Segelflugclubs Feringe.

## Schulen und Jugend-/Kinderbetreuung
In Vittaryd findet man einen Kindergarten, Tageskinderbetreuung, Freizeitheim und eine Schule für die Jahrgänge 0–6. Die Jahrgänge 7–9 gehen in die Åbyschule (Åbyskolan) in Lagan.

## Dienstleistungen
Kommerzielle und kommunale Dienstleistungen findet man im nahe gelegenen Ort Lagan. In Vittaryd gibt es nur ein Restaurant, eine Autowerkstatt und eine Tankstelle. Regelmäßig kommt auch der Bücherbus.

## Natur und Kultur
Der Bereich um den See Vidöstern ist für Freiluftaktivitäten von Reichsinteresse. Die östlichen und südlichen Bereiche des Sees sind Naturschutzgebiete.
Die Kirche und die Bebauung um die Kirche werden von der Kommune als Ausführungsort für kulturelle Veranstaltungen genutzt. "Jonsboda missionshus" ist ein Gebäude von hohem Kulturwert. Der See Vidöstern bietet viele schöne Plätze und Badestellen.

## Persönlichkeiten
- Nils Linnæus (1674–1748), Pfarrer und Vater des Naturwissenschaftlers Carl von Linné

## Einzelnachweis
1. 1 2  Statistiska centralbyrån: Landareal per tätort, folkmängd och invånare per kvadratkilometer. Vart femte år 1960 - 2015 (Datenbankabfrage)